# Ming Yingzong
Pour les articles homonymes, voir Yingzong.
Ming Yingzong (chinois : 明英宗), né le 29 novembre 1427 à Pékin et mort le 23 février 1464 dans la même ville, est empereur de Chine du 7 février 1435 au 1er septembre 1449 puis du 11 février 1457 à sa mort.
De son nom personnel Zhu Qizhen (朱祁镇), il était le fils aîné de l'empereur Ming Xuanzong et de l’impératrice Xiao Gong Zhang. Il fut le sixième empereur de la dynastie Ming.

## Premier règne

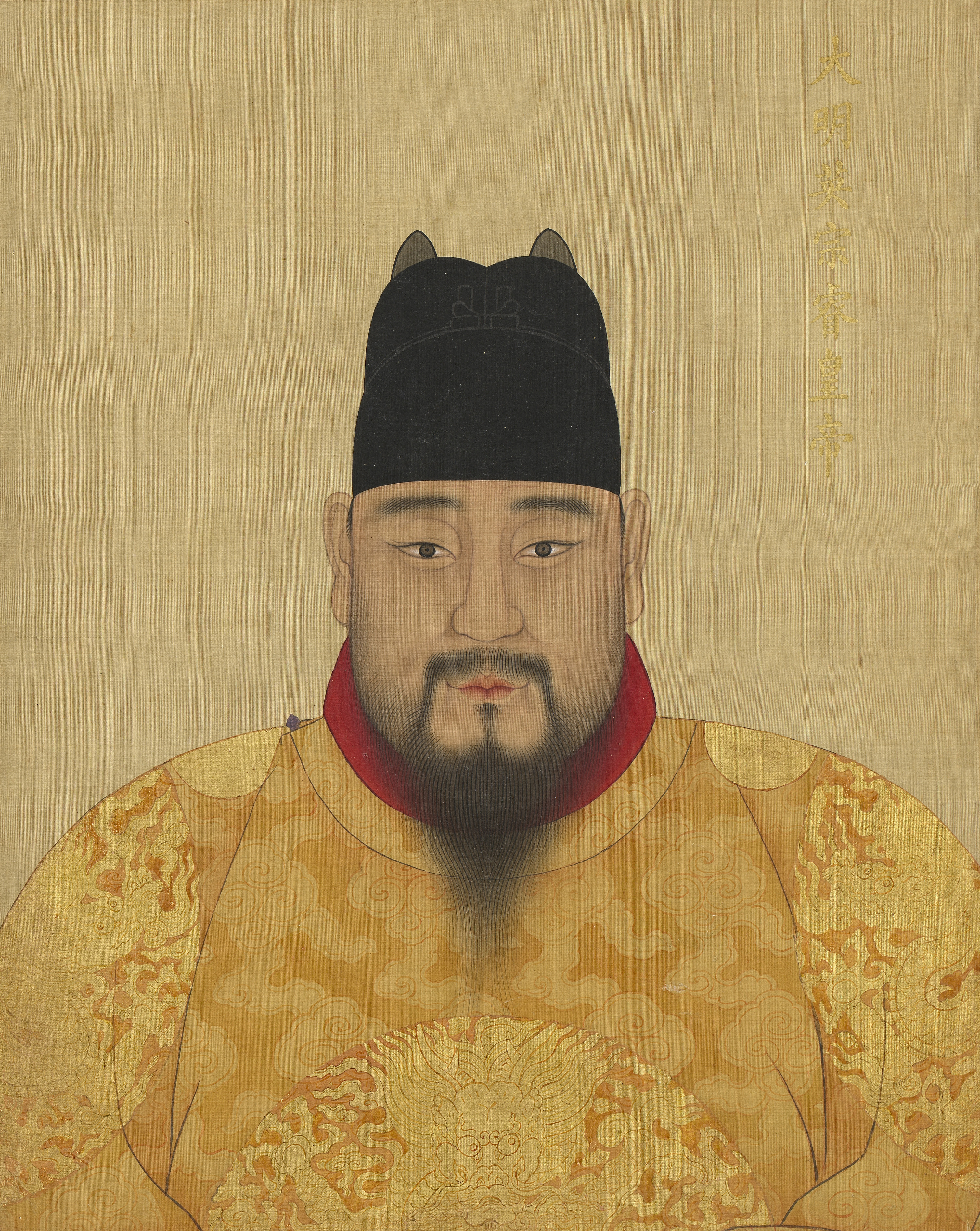
Portrait de cour de Zhengtong.

Zhu Qizhen est le fils de l'empereur Ming Xuanzong et de sa seconde épouse, l'impératrice Xiao Gong Zhang. Au début de son règne, l'empire Ming était prospère et à l'apogée de sa puissance. Ming Yingzong accéda au trône impérial à l'âge de sept ans et fut facilement influencé par ses proches, surtout l'eunuque Wang Zhen (en).

## Emprisonnement par les Mongols

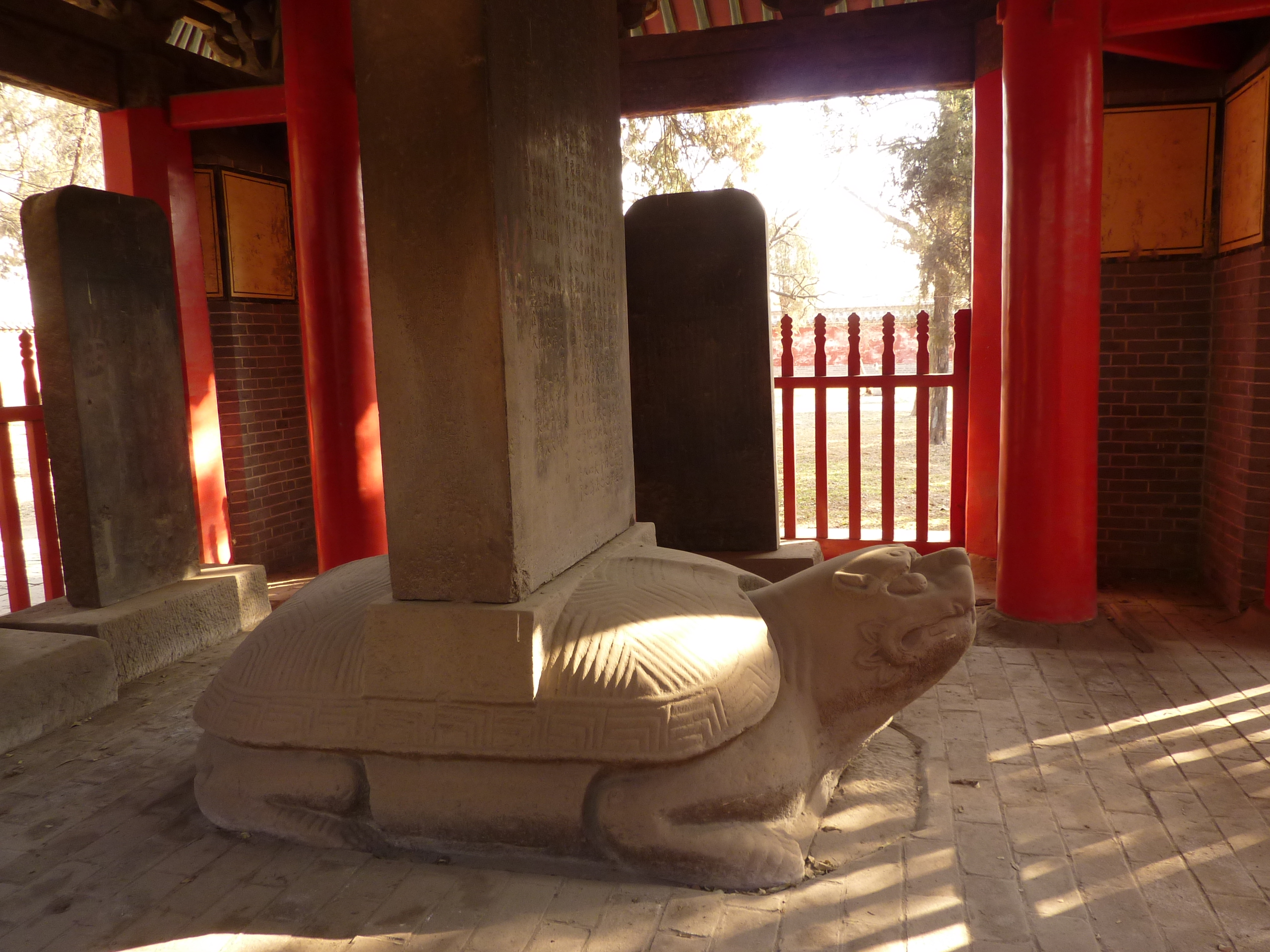
Stèle commémorant la reconstruction du Temple de Yan Hui à Qufu en 1441 sous le règne de Ming Yingzong.

À l'âge de 22 ans, en 1449, conseillé par Wang Zhen (en), l'empereur mène une expédition militaire au nord-ouest sur la frontière mongole contre Esen Taidji, khan des Oïrats. Son armée est détruite à Xuanhua et l'empereur est capturé le 8 septembre par les Mongols pendant la bataille de la forteresse de Tumu. La débâcle de Tumu 土木 affaiblit la cour, dont une bonne partie des membres est morte au champ de bataille et provoque une crise politique. Sa capture par l'ennemi a secoué la dynastie Ming et la crise qui a suivi a presque causé l'effondrement de la dynastie. Pour résoudre la crise, son frère cadet Zhu Qiyu a été installé sur le trône impérial en tant qu'empereur Ming Daizong.
Libéré en 1450, il fut assigné à résidence par son frère.

## Restauration puis second règne
L'empereur Yingzong a été placé en résidence surveillée par son frère pendant près de sept ans. Il résidait dans le palais sud de la Cité interdite et tous les contacts avec l'extérieur ont été sévèrement restreints par son frère l'empereur Jingtai. Son fils (plus tard l'empereur Chenghua) a été dépouillé du titre de prince héritier et remplacé par le propre fils de Ming Daizong. Cet acte a profondément bouleversé et dévasté Yingzong mais l'héritier présomptif est décédé peu après. Accablé de chagrin, l'empereur Ming Daizong est tombé malade. Une révolution de palais réinstalle Zhu Qizhen comme empereur, qui a nommé son deuxième règne Tianshun (« l'obéissance céleste ») et a continué à régner pendant encore sept ans.
L'empereur est décédé à l'âge de 37 ans le 23 février 1464 à Pékin et a été enterré dans le Yuling (裕陵), un des treize tombeaux des Ming près de Pékin.

## Informations personnelles
- Père
  - Empereur Ming Xuanzong
- Mère
  - Impératrice Xiao Gong Zhang

### Épouses
| Titre                                          | Nom de jeune fille | Naissance | Décès | Père                      | Mère | Enfants | Notes |
| ---------------------------------------------- | ------------------ | --------- | ----- | ------------------------- | ---- | --- | ----- |
| Impératrice Xiao Zhuang Rui 孝莊睿皇后         | Qian (錢)          |           | 1468  |                           |      | |       |
| Impératrice Xiao Shu 孝肅皇后                  | Zhou (周)          |           | 1504  | Fille de Zhou Neng (周能) |      | Princesse Chongqing Empereur Ming Xianzong Zhu Jianze, Prince Jian de Chong                                                                   |       |
| Concubine Jing Zhuang An Mu Chen 靖莊安穆宸妃  | Wan (萬)           |           |       |                           |      | Zhu Jianlin, Prince Zhuang de De Zhu Jianshi Zhu Jianjun, Prince Jian de Ji Zhu Jianzhi, Prince Mu de Xin Princesse Chun'an Princesse Guangde |       |
| Concubine Duan Jing An He Hui 端靖安和惠妃     | Wang (王)          |           |       |                           |      | Zhu Jianchun, Prince Dao de Xu Princesse Jiashan                                                                                              |       |
| Concubine Zhuang Jing An Rong Shu 莊靜安榮淑妃 | Gao (高)           |           |       |                           |      | Zhu Jianshu, Prince Huai de Xiu Princesse Longqing                                                                                            |       |
| Concubine Gong Duan Zhuang Hui De 恭端莊惠德妃 | Wei (韋)           |           |       |                           |      | Zhu Jianpei, Prince Zhuang de Hui Princesse Yixing                                                                                            |       |
| Concubine Zhuang Xi Duan Su An 莊僖端肅安妃    | Yang (楊)          |           |       |                           |      | Princesse Chongde |       |

### Fils
| Ordre | Nom                 | Titre                       | Naissance       | Décès            | Mère                              | Épouse                                                                                           | Enfants | Notes |
| ----- | ------------------- | --------------------------- | --------------- | ---------------- | --------------------------------- | ------------------------------------------------------------------------------------------------ | --- | --- |
| 1     | Zhu Jianshen 朱見深 | Empereur Chenghua           | 9 décembre 1447 | 9 septembre 1487 | Impératrice Xiao Su               | Impératrice Wu Impératrice Xiao Zhen Chun Impératrice Xiao Mu Impératrice Xiao Hui 14 concubines | Zhu Youji, prince héritier Daogong Empereur Hongzhi Zhu Youyuan, prince Xian de Xing Zhu Youlun, prince Hui de Qi Zhu Youbin, prince Duan de Yi Zhu Youhui, prince Gong de Heng Zhu Youyun, prince Jing de Yong Zhu Youqi, prince Ding de Shou unnamed son Zhu Youheng, prince An de Ru Zhu Youshun, prince Jian de Jing Zhu Youshu, prince Zhuang de Rong Zhu Youkai, prince Yi de Shen Princesse Renhe Princesse Yongkang Princesse Deqing Princesse Changtai Princesse Xianyou | |
| 2     | Zhu Jianlin 朱見潾  | Prince Zhuang de De 德莊王  | 7 mai 1448      | 7 septembre 1517 | Concubine Jing Zhuang An Mu Chen  |                                                                                                  | Zhu Yourong, prince Yi de De | Initialement créé prince de Rong (榮王) le 21 mai 1452; Titre changé en prince de De (德王) le 30 mars 1457 |
| 3     | Zhu Jianshi 朱見湜  |                             | 2 août 1449     | 30 août 1451     | Concubine Jing Zhuang An Mu Chen  |                                                                                                  | | |
| 4     | Zhu Jianchun 朱見淳 | Prince Dao de Xu 許悼王     | 3 avril 1450    | 3 janvier 1453   | Concubine Duan Jing An He Hui     |                                                                                                  | | Créé prince de Xu le 20 mai 1452                                                                            |
| 5     | Zhu Jianshu 朱見澍  | Prince Huai de Xiu 秀懷王   | 12 mars 1452    | 13 octobre 1472  | Concubine Zhuang Jing An Rong Shu | Dame Wang (王氏) (Fille de Wang Yu (王昱))                                                       | | Créé prince de Xiu (秀王) le 30 mars 1457                                                                   |
| 6     | Zhu Jianze 朱見澤   | Prince Jian de Chong 崇簡王 | 2 mai 1455      | 27 août 1505     | Impératrice Xiao Su               |                                                                                                  | Zhu Youmi, prince Jing de Chong | Créé prince de Chong (崇王) en 1457                                                                         |
| 7     | Zhu Jianjun 朱見浚  | Prince Jian de Ji 吉簡王    | 11 juillet 1456 | 16 août 1527     | Concubine Jing Zhuang An Mu Chen  |                                                                                                  | Zhu Youfu, prince Dao de Ji | Créé prince de Ji (吉王) le 30 mars 1466                                                                    |
| 8     | Zhu Jianzhi 朱見治  | Prince Mu de Xin 忻穆王     | 18 mars 1458    | 2 avril 1472     | Concubine Jing Zhuang An Mu Chen  |                                                                                                  | | Créé prince de Xin (忻王) le 21 septembre 1466                                                              |
| 9     | Zhu Jianpei 朱見沛  | Prince Zhuang de Hui 徽莊王 | 2 mars 1462     | 13 juin 1505     | Concubine Gong Duan Zhuang Hui De |                                                                                                  | Zhu Youtai, prince Jian de Hui | Créé prince de Hui (徽王) en 1466                                                                           |

### Filles
| Ordre | Titre                        | Naissance | Décès | Date du mariage | Époux           | Enfants        | Mère                              | Notes                               |
| ----- | ---------------------------- | --------- | ----- | --------------- | --------------- | -------------- | --------------------------------- | ----------------------------------- |
| 1     | Princesse Chongqing 重慶公主 | 1446      | 1499  | 1461            | Zhou Jing 周景  | Zhou Xian 周賢 | Impératrice Xiao Su               |                                     |
| 2     | Princesse Jiashan 嘉善公主   |           | 1499  | 1466            | Wang Zeng 王增  |                | Concubine Duan Jing An He Hui     |                                     |
| 3     | Princesse Chun'an 淳安公主   |           |       | 1466            | Cai Zhen 蔡震   |                | Concubine Jing Zhuang An Mu Chen  |                                     |
| 4     | Princesse Chongde 崇德公主   |           |       | 1489            | Yang Wei 楊偉   |                | Concubine Zhuang Xi Duan Su An    |                                     |
| 5     | Princesse Guangde 廣德公主   |           | 1484  | 1472            | Fan Kai 樊凱    |                | Concubine Jing Zhuang An Mu Chen  | Nom personnel Zhu Yanxiang (朱延祥) |
| 6     | Princesse Yixing 宜興公主    |           | 1514  | 1473            | Ma Cheng 馬誠   |                | Concubine Gong Duan Zhuang Hui De |                                     |
| 7     | Princesse Longqing 隆慶公主  | 1455      | 1479  | 1473            | You Tai 遊泰    |                | Concubine Zhuang Jing An Rong Shu |                                     |
| 8     | Princesse Jiaxiang 嘉祥公主  |           | 1483  | 1477            | Huang Yong 黃鏞 |                |                                   |                                     |